# Global Ocean Race
Global Ocean Race (GOR, раніше відомий як Portimão Global Ocean Race) — навколосвітні перегони вітрильних яхт одинаків та двійок. В перегонах беруть участь бюджетні яхти класу Class40.

## Регати
- 2008—09 — 6 яхт (2 одинаки, 4 двійки)
- 2011—12[1] — 6 яхт (всі — двійки)
- 2015—16 (планується).